# León de oro a la trayectoria
El León de Oro a la trayectoria (en italiano: Leone d'oro alla carriera) es un premio otorgado en el Festival de Cine de Venecia. Se otorga a directores, actores y otras personalidades del mundo del cine que se hayan distinguido en el arte. Entre los premiados se encuentran Charlie Chaplin, Manoel de Oliveira, Stanley Kubrick, Alida Valli, Sophia Loren y muchas otras figuras del cine internacional.  Se suma al León de Oro, máximo galardón del festival, que se concede a una película en competición. 
El premio se creó en 1971.  Anteriormente, el premio equivalente era el Omaggio per il complesso dell'opera, otorgado en 1969 y 1970.  Anteriormente, estos homenajes se realizaban en forma de retrospectivas. El premio no se entregó entre 1973 y 1981, ni tampoco en 1984.  En 1982 hubo doce ganadores.

## Destinatarios

### Década de 1960
| Año                                                       | Receptor | Receptor    | Profesión            |
| --------------------------------------------------------- | -------- | ----------- | -------------------- |
| 1969: Otorgado como "Omaggio per il complesso dell'opera" |          |             |                      |
| 1969 (30.ª)                                               | Buñuel ! | Luis Buñuel | Director y guionista |

### Década de 1970
| Año                                                       | Receptor | Receptor | Profesión |
| --------------------------------------------------------- | --- | --- | --- |
| 1970: Premiado como "Omaggio per il complesso dell'opera" | | | |
| 1970 (31st)                                               | Welles ! | Orson Welles | Actor, director, guionista y productor |
| 1971–presente: Otorgado como "Leone d'oro alla Carriera"  | | | |
| 1971 (32.ª)                                               | Bergman ! | Ingmar Bergman | Director de cine, director de teatro y guionista |
| 1971 (32.ª)                                               | Carné ! | Marcel Carné | Director y guionista |
| 1971 (32.ª)                                               | Ford ! | John Ford | Director y productor |
| 1972 (33.ª)                                               | Chaplin ! | Charlie Chaplin | Actor, comediante, director, compositor, guionista, productor, editor |
| 1972 (33.ª)                                               | — | Anatoli Golovnya | Director de fotografía |
| 1972 (33.ª)                                               | Wilder ! | Billy Wilder | Director, guionista y productor |
| 1973                                                      | No se ha concedido ningún premio, el festival no se organizó este año. | No se ha concedido ningún premio, el festival no se organizó este año. | No se ha concedido ningún premio, el festival no se organizó este año. |
| 1974 1975 1976                                            | No se concedió ningún premio, el festival no se organizó durante estos años. Si bien dentro de la Bienal se organizó una sección de cine con "propuestas de nuevas películas", homenajes, retrospectivas, convenciones y algunas proyecciones. | No se concedió ningún premio, el festival no se organizó durante estos años. Si bien dentro de la Bienal se organizó una sección de cine con "propuestas de nuevas películas", homenajes, retrospectivas, convenciones y algunas proyecciones. | No se concedió ningún premio, el festival no se organizó durante estos años. Si bien dentro de la Bienal se organizó una sección de cine con "propuestas de nuevas películas", homenajes, retrospectivas, convenciones y algunas proyecciones. |
| 1977                                                      | No se ha concedido ningún premio, el festival no se organizó este año. Aunque tuvo lugar un evento integrado en el proyecto de la Bienal sobre "disidencia cultural" centrado en el cine de Europa del Este.                                   | No se ha concedido ningún premio, el festival no se organizó este año. Aunque tuvo lugar un evento integrado en el proyecto de la Bienal sobre "disidencia cultural" centrado en el cine de Europa del Este.                                   | No se ha concedido ningún premio, el festival no se organizó este año. Aunque tuvo lugar un evento integrado en el proyecto de la Bienal sobre "disidencia cultural" centrado en el cine de Europa del Este.                                   |
| 1978                                                      | No se ha concedido ningún premio, el festival no se organizó este año. | No se ha concedido ningún premio, el festival no se organizó este año. | No se ha concedido ningún premio, el festival no se organizó este año. |
| 1979 (36th)                                               | Ningún premio otorgado. | Ningún premio otorgado. | Ningún premio otorgado. |

### Década de 1980
| Año         | Receptor                | Receptor                 | Profesión                                                              |
| ----------- | ----------------------- | ------------------------ | ---------------------------------------------------------------------- |
| 1980 (37.ª) | Ningún premio otorgado. | Ningún premio otorgado.  | Ningún premio otorgado.                                                |
| 1981 (38.ª) | Ningún premio otorgado. | Ningún premio otorgado.  | Ningún premio otorgado.                                                |
| 1982 (39.ª) | Blasetti !              | Alessandro Blasetti      | Director y guionista                                                   |
| 1982 (39.ª) | Buñuel !                | Luis Buñuel              | Director y guionista                                                   |
| 1982 (39.ª) | Capra !                 | Frank Capra              | Director, productor y guionista                                        |
| 1982 (39.ª) | Cukor !                 | George Cukor             | Director                                                               |
| 1982 (39.ª) | Godard !                | Jean-Luc Godard          | Director, guionista y actor                                            |
| 1982 (39.ª) | Kluge !                 | Alexander Kluge          | Director, autor, guionista y productor                                 |
| 1982 (39.ª) | Kurosawa !              | Akira Kurosawa           | Director, guionista, productor y editor                                |
| 1982 (39.ª) | —                       | Michael Powell           | Director, guionista y productor                                        |
| 1982 (39.ª) | Ray !                   | Satyajit Ray             | Director, guionista, autor y compositor                                |
| 1982 (39.ª) | Vidor !                 | King Vidor               | Director, guionista y productor                                        |
| 1982 (39.ª) | Yutkevich !             | Sergei Yutkevich         | Director y guionista                                                   |
| 1982 (39.ª) | Zavattini !             | Cesare Zavattini         | Guionista                                                              |
| 1983 (40.ª) | Antonioni !             | Michelangelo Antonioni   | Director y guionista                                                   |
| 1984 (41.ª) | Ningún premio otorgado. | Ningún premio otorgado.  | Ningún premio otorgado.                                                |
| 1985 (42.ª) | Fellini !               | Federico Fellini         | Director, guionista y actor                                            |
| 1986 (43.ª) | Taviani !               | Paolo y Vittorio Taviani | Directores y guionistas                                                |
| 1987 (44.ª) | Comencini !             | Luigi Comencini          | Director y guionista                                                   |
| 1987 (44.ª) | Mankiewicz !            | Joseph L. Mankiewicz     | Guionista, director y productor                                        |
| 1988 (45.ª) | Ivens !                 | Joris Ivens              | Director de documentales, guionista, director de fotografía y montador |
| 1989 (46.ª) | —                       | Robert Bresson           | Director y guionista                                                   |

### Década de 1990
| Año         | Receptor         | Receptor             | Profesión                                                    |
| ----------- | ---------------- | -------------------- | ------------------------------------------------------------ |
| 1990 (47.ª) | Jancsó !         | Miklós Jancsó        | Director y guionista                                         |
| 1990 (47.ª) | Mastroianni !    | Marcello Mastroianni | Actor                                                        |
| 1991 (48.ª) | Monicelli !      | Mario Monicelli      | Guionista y director                                         |
| 1991 (48.ª) | Volonté !        | Gian Maria Volonté   | Actor                                                        |
| 1992 (49.ª) | Coppola !        | Francis Ford Coppola | Director, productor y guionista                              |
| 1992 (49.ª) | Moreau !         | Jeanne Moreau        | Actriz, guionista y directora                                |
| 1992 (49.ª) | Villaggio !      | Paolo Villaggio      | Actor, comediante, autor y guionista.                        |
| 1993 (50.ª) | Cardinale !      | Claudia Cardinale    | Actriz                                                       |
| 1993 (50.ª) | De Niro !        | Robert De Niro       | Actor y productor                                            |
| 1993 (50.ª) | Polanski !       | Roman Polanski       | Director, guionista, actor y productor                       |
| 1993 (50.ª) | Spielberg !      | Steven Spielberg     | Director, guionista, actor y productor                       |
| 1994 (51.ª) | Cecchi D'Amico ! | Suso Cecchi d'Amico  | Guionista                                                    |
| 1994 (51.ª) | Loach !          | Ken Loach            | Director                                                     |
| 1994 (51.ª) | Pacino !         | Al Pacino            | Actor                                                        |
| 1995 (52.ª) | Allen !          | Woody Allen          | Director, guionista, actor y comediante                      |
| 1995 (52.ª) | De Santis !      | Giuseppe De Santis   | Director y guionista                                         |
| 1995 (52.ª) | —                | Goffredo Lombardo    | Productor                                                    |
| 1995 (52.ª) | Morricone !      | Ennio Morricone      | Compositor, orquestador y director                           |
| 1995 (52.ª) | —                | Alain Resnais        | Director, editor y guionista                                 |
| 1995 (52.ª) | Scorsese !       | Martin Scorsese      | Director, productor, guionista y actor                       |
| 1995 (52.ª) | Sordi !          | Alberto Sordi        | Actor, comediante, director, cantante y guionista            |
| 1995 (52.ª) | Vitti !          | Monica Vitti         | Actriz                                                       |
| 1996 (53.ª) | Altman !         | Robert Altman        | Director, guionista y productor                              |
| 1996 (53.ª) | Gassman !        | Vittorio Gassman     | Actor                                                        |
| 1996 (53.ª) | Hoffman !        | Dustin Hoffman       | Actor                                                        |
| 1996 (53.ª) | Morgan !         | Michèle Morgan       | Actriz                                                       |
| 1997 (54.ª) | Depardieu !      | Gérard Depardieu     | Actor                                                        |
| 1997 (54.ª) | Kubrick !        | Stanley Kubrick      | Director, productor, guionista y fotógrafo                   |
| 1997 (54.ª) | Valli !          | Alida Valli          | Actriz                                                       |
| 1998 (55.ª) | Beatty !         | Warren Beatty        | Actor, productor, guionista y director                       |
| 1998 (55.ª) | Loren !          | Sophia Loren         | Actriz                                                       |
| 1998 (55.ª) | Wajda !          | Andrzej Wajda        | Director y guionista                                         |
| 1999 (56.ª) | Lewis !          | Jerry Lewis          | Comediante, actor, cantante, director, guionista y productor |

### Década del 2000
| Año         | Receptor        | Receptor           | Profesión                                              |
| ----------- | --------------- | ------------------ | ------------------------------------------------------ |
| 2000 (57.ª) | Eastwood !      | Clint Eastwood     | Actor, director, productor y compositor.               |
| 2001 (58.ª) | Rohmer !        | Éric Rohmer        | Director, guionista, crítico, novelista                |
| 2002 (59.ª) | Risi !          | Dino Risi          | Director y guionista                                   |
| 2003 (60.ª) | De Laurentiis ! | Dino De Laurentiis | Productor                                              |
| 2003 (60.ª) | Sharif !        | Omar Sharif        | Actor                                                  |
| 2004 (61.ª) | Donen !         | Stanley Donen      | Director, productor y coreógrafo                       |
| 2004 (61.ª) | Oliveira !      | Manoel de Oliveira | Director, guionista y editor                           |
| 2005 (62.ª) | Miyazaki !      | Hayao Miyazaki     | Animador, director, guionista, productor y mangaka     |
| 2005 (62.ª) | Sandrelli !     | Stefania Sandrelli | Actriz                                                 |
| 2006 (63.ª) | Lynch !         | David Lynch        | Director, guionista, productor, actor, músico y pintor |
| 2007 (64.ª) | Burton !        | Tim Burton         | Director, productor, guionista, animador y artista     |
| 2008 (65.ª) | Olmi !          | Ermanno Olmi       | Director, guionista, director de fotografía y editor   |
| 2009 (66.ª) | Lasseter !      | John Lasseter      | Animador, director, guionista y productor              |

### Década de 2010
| Año         | Receptor      | Receptor           | Profesión                                                           |
| ----------- | ------------- | ------------------ | ------------------------------------------------------------------- |
| 2010 (67.ª) | Woo !         | John Woo           | Director, guionista y productor                                     |
| 2011 (68.ª) | Bellocchio !  | Marco Bellocchio   | Director, guionista y actor                                         |
| 2012 (69.ª) | Rosi !        | Francesco Rosi     | Director y guionista                                                |
| 2013 (70.ª) | Friedkin !    | William Friedkin   | Director, guionista y productor                                     |
| 2014 (71.ª) | Schoonmaker ! | Thelma Schoonmaker | Editor                                                              |
| 2014 (71.ª) | Wiseman !     | Frederick Wiseman  | Director de documentales, productor, montador e ingeniero de sonido |
| 2015 (72.ª) | Tavernier !   | Bertrand Tavernier | Director, guionista y crítico                                       |
| 2016 (73.ª) | Belmondo !    | Jean-Paul Belmondo | Actor                                                               |
| 2016 (73.ª) | Skolimowski ! | Jerzy Skolimowski  | Director, guionista, actor y pintor                                 |
| 2017 (74.ª) | Fonda !       | Jane Fonda         | Actriz y activista                                                  |
| 2017 (74.ª) | Redford !     | Robert Redford     | Actor, director, productor y empresario                             |
| 2018 (75.ª) | Cronenberg !  | David Cronenberg   | Director, guionista y actor                                         |
| 2018 (75.ª) | Redgrave !    | Vanessa Redgrave   | Actriz y activista                                                  |
| 2019 (76.ª) | Almodóvar !   | Pedro Almodóvar    | Director, guionista, actor y productor                              |
| 2019 (76.ª) | Andrews !     | Julie Andrews      | Actriz y cantante                                                   |

### Década de 2020
| Año         | Receptor   | Receptor            | Profesión                                              |
| ----------- | ---------- | ------------------- | ------------------------------------------------------ |
| 2020 (77.ª) | Hui !      | Ann Hui             | Directora, productora, guionista y actriz              |
| 2020 (77.ª) | Swinton !  | Tilda Swinton       | Actriz                                                 |
| 2021 (78.ª) | Benigni !  | Roberto Benigni     | Actor, director, guionista y comediante                |
| 2021 (78.ª) | Curtis !   | Jamie Lee Curtis    | Actriz                                                 |
| 2022 (79.ª) | Deneuve !  | Catherine Deneuve   | Actriz                                                 |
| 2022 (79.ª) | Schrader ! | Paul Schrader       | Guionista y director                                   |
| 2023 (80.º) | Cavani !   | Liliana Cavani      | Director y guionista                                   |
| 2023 (80.º) | Leung !    | Tony Leung Chiu-wai | Actor y cantante                                       |
| 2024 (81.ª) | Weaver !   | Sigourney Weaver    | Actriz                                                 |
| 2024 (81.ª) | Weir !     | Peter Weir          | Director y guionista                                   |
| 2025 (82.ª) | Weaver !   | Werner Herzog       | Director, documentalista, guionista, productor y actor |
| 2025 (82.ª) |            | Kim Novak           | Actriz                                                 |